# Bogumiła Noiszewska
Bogumiła Noiszewska, nota come Maria Eva della Provvidenza (Osaniszki, 24 giugno 1885 – Slonim, 19 dicembre 1942), è stata una religiosa polacca, venerata come beata dalla Chiesa Cattolica.

## Biografia
Prima degli undici figli dell'oculista Kazimierz Noiszewski e Maria Andruszkiewicz, frequentò le scuole superiori a Tula e si laureò in medica a San Pietroburgo nel 1914.
Durante la prima guerra mondiale lavorò negli ospedali da campo e nel 1919, al termine del conflitto, si unì all'ordine delle Suore dell'Immacolata Concezione della Beata Vergine Maria, pronunciando i voti perpetui nel 1927. Lavorò quindi come medico della congrazione e poi come insegnante al ginnasio di Slonim.
Dopo lo scoppio della seconda guerra mondiale e l'invasione della Polonia, si adoperò per proteggere famiglie ebree nascondendole nel convento insieme alla superiora Maria Marta di Gesù Wolowska. Fu arrestata dalla Gestapo il 18 dicembre 1942 e il giorno dopo fu fucilata nei pressi di Slonim e poi sepolta in una fossa comune.

## Culto
Maria Eva della Provvidenza fu beatificata da Giovanni Paolo II il 13 giugno 1999 insieme ad altri 107 martiri polacchi.
La sua ricorrenza si celebra il 19 dicembre, anniversario della sua morte.